# Őrhegy
Őrhegy (románul: Botorca) falu Maros megyében, Erdélyben. Közigazgatásilag Dicsőszentmárton megyei jogú városhoz tartozik.

## Fekvése
Dicsőszentmártontől 5 km-re délre fekszik, a Maros megye déli határához közel. Áthalad rajta a Radnótot Medgyessel összekötő DN14A főút.